# Savoja
Savoja je zgodovinska pokrajina v jugovzhodni Franciji med Ženevskim jezerom na severu in reko Isère na jugu ustreza današnjima francoskima departmajema Zgornja Savoja in Savoja, najpomembnejše mesto je Chambéry.
Savoja je zgodovinsko tudi vladavina, ki so jo Savojci iz matične dežele dokaj hitro širili preko Alp v Piemont in ustvarili tam njeno gospodarsko jedro. Vladavina je doživljala vzpone in padce. Po španski nasledstveni vojni se je razširila še na Sardinijo in se po njej leta 1720 poimenovala Sardinsko kraljestvo.

## Zgodnja zgodovina (do konca 10. stoletja)
Ozemlje Savoje so v starem veku naseljevali keltski Alobrogi, ki so si jih leta 121 pr. n. št. pokorili Rimljani (tedaj so jih tako poimenovali) in deželo vključili v rimsko provinco Galijo Narbonensis, oziroma od Dioklecijana naprej, v provinco Viennensis. Od leta 354 n. št. se omenja kot Sapaudia (sabaudija pomeni v keltščini gozdna pokrajina). Leta 443 je rimski vojskovodja Aecij na tem območju kot federate naselil Burgunde, ki so leta 436 preživeli naskok Hunov. Leta 534 je prišla pod frankovsko vladavino in dobila ime Saboia oz. Savoja. Koncem 9. stoletja je bila del Arelatskega kraljestva, znotraj katerega je obdržala določeno samostojnost in bila skupaj z njim leta 1091 vključena v Sveto rimsko cesarstvo.

## Od grofov do vojvod Savojskih (od 11. do srede 15. stoletja)
V začetku 11. stoletja je velik del ozemlja Savoje obvladoval grof Umberto I. Beloroki, začetnik rodu Umbertincev (ki so se po Savoji poimenovali šele leta 1125). Leta 1025 je pridobil dolino Aoste in potem še Chablais, zgornjo dolino Isère in zgornji Valais. Njegov sin je okrog leta 1050 pridobil s poroko posest mejne grofije Torino in se s tem usidral v Piemontu . Pod nadzorstvo grofov so prišli: gorska cesta preko Mont-Cenisa in prelaza Veliki in Mali Sveti Bernard. Obvladovanje gorskih prehodov iz zahodne in srednje Evrope v Italijo je grofom dvignilo mednarodni politični pomen. Leta 1232 so pridobili Chambéry in si tam ustvarili rezidenco. Postali so cesarski vikarji. Amadej V., Veliki (vladal 1285-1323), zagovornik prijateljstva med Francijo in Anglijo, je spremljal cesarja Henrika VII. na poti po Italiji (1310-12). Kot cesarski vikarji so grofje postali uradni zastopniki cesarja, ki so lahko odločali o ozemeljskih zadevah. Amadej VI. (vladal 1343-83) je bil npr. mediator med Piso in Firencami ter Benetkami in Genovo. Cesar Karel IV. je Savojo leta 1361 ločil od Arelata in jo podredil direktno cesarstvu. Leta 1388 se je pod zaščito Savoje zatekla Nica in leta 1401 so grofje kupili grofijo Genevois (okolica mesta Ženeva).
V času Amadeja VIII. (1391-1440) je Savoja doživela čas razcveta. Grof je obvladoval ozemlje od švicarskega Vauda in francoske Bresse do Sredozemskega morja. Utrdil je gospostvo nad Piemontom, ki je vse bolj postajal gospodarsko središče vojvodine. Leta 1416 ga je obiskal cesar Sigismund in ga povzdignil v vojvodo. Njegov sin Ludvik (1440-1465) se je ponašal z nazivom knez Piemonta. Savojski vojvode so postali najmočnejši in najvplivnejši knezi severne Italije.

## Upadanje moči, izguba in povrnitev suverenosti (druga polovica 15. in 16. stoletje)
Od druge polovice 15. in začetka 16. stoletja je zaporedje šibkih vladarjev zmanjšalo pomembnost rodbine. Bolni Amadej IX. (1465-69) se je odrekel vladanju v korist svoje žene Jolande, hčerke francoskega kralja Karla VII., in je bila potem do svoje smrti tudi regentka mladoletnemu sinu Filibertu I. V času njenega vladanja (1469-78) so si skušali pridobiti vpliv v deželi tako pristaši njenega brata, francoskega kralja Ludvika XI., kot pristaši njegovega nasprotnika, burgundskega vojvode Karla Drznega. Jolanda se je odločila proti bratu, s čemer pa je vpletla Savojo v burgundske vojne. Karel Drzni je bil namreč v sporu Švicarsko konfederacijo, ki ga je v nekaj bitkah močno premagala. Jolanda je tedaj morala Bernu odstopiti del Vauda in pravice do Valaisa in Fribourga. S tem je začela slabeti savojska oblast v današnji zahodni Švici.
Vrsta šibkih vladarjev se je nadaljevala. Leta 1536 so Francozi zavzeli večji del Savoje z obema glavnima mestoma Chambéry in Torino, Švicarji pa Ženevo in porečje zgornje Rone (Valais). Vojvoda Karel III. (1504-53) je tako umrl praktično v izgnanstvu, v mestu Vercelli v Piemontu.
Večino ozemelj je za Savojo pridobil nazaj sin Karla III., Emanuel Filibert (1553-80). Že mlad je postal eden najpomembnejših vojskovodij cesarja Karla V., mu služil v šmalkaldenski vojni (1547), bil leta 1556 kraljevi namestnik na Nizozemskem. Leta 1557 je na čelu španske vojske v  bitki pri Saint-Quentinu odločilno premagal Francoze. S tem si je zagotovil prisotnost pri mirovnih pogajanjih v Cateau-Cambrésisu (1559), kjer je uveljavil neodvisnost Savoje in uspel dobiti nazaj večino savojskih ozemelj. Leta 1563 je prenesel prestolnico v Torino, ki je omogočal boljšo obrambo pred Francozi. Notranje je uredil gospodarstvo in reorganiziral vojsko.

## Ponovna podreditev Franciji in uspeh na mirovnih pogajanjih v Utrechtu (17. in začetek 18. stoletja)
Sin Emanuela Filiberta, Karel Emanuel I. (1580–1630), si je močno prizadeval, da bi pridobil nova ozemlja. Pri tem se je izmenoma povezoval s Habsburžani in Francozi, kar pa se je pokazalo za slabo. Nazadnje je leta 1630 kardinal Richelieu izgubil potrpljenje in ukazal francoski vojski, da je zavzela Savojo in Piemont. Sin Karl Emanuela I., Viktor Amadej I. (1630-37), je spet sodeloval s Francozi.
Po smrti Viktorja Amadeja I. je regentstvo za svoja mladoletna sinova prevzela njegova žena Kristina Francoska, sestra francoskega kralja Ludvika XIII. (v imenu Franca Hyacintha je vladala v letih 1637-38 in v imenu Karla Emanuela II. v letih 1638-63). Temu sta se uprla njena svaka Mavricij in Tomas Savojski in prišlo je do štiriletne državljanske vojne, ki jo je Kristina s pomočjo kardinala Richelieua končno obvladala. Šele po materini smrti je lahko zavladal tedaj že devetindvajsetletni Karel Emanuel II. (†1675), ki je dal zgraditi v Nici pristanišče in pospešil trgovino, tako da se je finančno stanje v državi nekoliko popravilo.
Podrejenost Franciji si je prizadeval odpraviti Viktor Amadej II. (1675-1730, samostojno vladal od 1684), sin Karla Emanuela II., pa čeprav so ga že kot otroka poročili z nečakinjo francoskega kralja Ludvika XIV., ki je nanj gledal kot na svojega vazala. Na začetku pfalške nasledstvene vojne (1688–1697) je pristopil k veliki aliansi (obrambna zveza Avstrije, Španije in Republike Nizozemske proti hegemoniji Francije). Po dvakratnem porazu proti Franciji pa je bil leta 1696 prisiljen izstopiti iz alianse in se pobotati s Francozi. Na začetku španske nasledstvene vojne (1701) je bil tako na strani Francozov, od katerih pa ni imel ničesar pričakovati, zato se je leta 1703 priključil Avstriji, s čemer je odprl dvojno fronto, proti španskemu Milanu in proti Franciji. Iz obleganega Torina ga je leta 1706 rešil bratranec, avstrijski general Evgen Savojski, ki je Francoze temeljito porazil in jih pregnal iz dežele. Viktor Amadej je leta 1708 zavzel grofijo Montferrat in dobil dolgo želeni izhod na Sredozemsko morje v Liguriji. Naslednje leto je razglasil nevtralnost.
Z utrechtskim mirom (1713) je Viktor Amadej II. dobil od Francije zasedena ozemlja nazaj in za svojo aktivnost še Sicilijo, ki pa jo je moral že leta 1720 (z mirovnim sporazumom v Haagu) zamenjati za Sardinijo, pri čemer je lahko obdržal kraljevi naslov. Odtlej se za vladavino Savojcev največ uporabljata imeni Sardinsko kraljestvo ali Sardinija-Piemont.

## Sardinsko kraljestvo (1720-1861)
Karel Emanuel III. (1730-1773), sin Viktorja Amadeja II., se je v poljski nasledstveni vojni (1733-38) boril skupaj s Francozi proti Avstrijcem in bil nagrajen z mesti Novara in Tortona. V avstrijski nasledstveni vojni (1741-48) je bil na strani Marije Terezije in z mirom v Aachnu pridobil ozemlja v dolini Pada (Vigevano). Odrekel se je sodelovanju v sedemletni vojni (1756-63) in se medtem posvečal notranjim reformam, predvsem odpravljanju zaostalosti Sardinije, kjer je odprl univerzi v mestih Sassari in Cagliari. 
Njegov naslednik Viktor Amadej III. (1773-96) je bil konservativen, religiozen vladar, ki je ob izbruhu francoske revolucije stopil na stran rojalistov, prišel v konflikt z revolucionarno Francijo, ki je hitro zavzela Savojo in Nico, potem pa še Piemont. Njegov vnuk  Viktor Emanuel I. (1802-21) je z dunajskim kongresom (1815) dobil savojsko vladavino nazaj, poleg tega pa še nekdanjo Genovsko republiko, sedaj vojvodino Genovo. Vladal je v smislu restavracije in ukinil vse demokratične pridobitve, ki so jih prinesli Francozi. Vrnil je privilegije duhovščini in plemstvu, preganjal valdežane in jude, tako da so se množice uprle, prišlo je do vstaje karbonarjev v Piemontu. Svoj položaj je reševal tako, da se je odpovedal prestolu v korist brata Karla Feliksa (1821-31). Ta je zasedel položaj s pomočjo avstrijske vojske in nadaljeval bratovo politiko.
Za njim je nasledstvo prevzel liberalno vzgojeni Karel Albert (1831–1849) iz vzporedne savojske veje Carignano. Pod pritiski meščanstva je svoje vladanje vse bolj posodabljal, izdal civilni zakonik po francoskem vzoru in leta 1848 s t. i. Statuto Albertino spremenil vladavino v ustavno monarhijo. Istočasno je prihajalo drugod po Italiji, v avstrijski Veliki vojvodini Toskani in v leta 1815 ustanovljeni in Avstrijcem podrejeni Benečansko-lombardski kraljevini, do vstaj in zahtev po neodvisnosti od Avstrije. V vzdušju  risorgimenta je Karel Albert na prigovarjanje grofa Cavourja napovedal Avstriji vojno. Pridružile so se mu čete iz Toskane, papeške države in Neaplja. Po prvih uspehih so bile italijanske čete poražene pri Custozzi in Novari. Državi je bila naložena velika vojna odškodnina; Karel Albert se je umaknil s prestola v korist sina Viktorja Emanuela II.
Viktor Emanuel II. (1849-78) se je povezal s Francozi. Skupaj z njimi in Britanci se je bojeval v krimski vojni. Nadaljeval je z liberalizacijo in modernizacijo uprave, ločil cerkev od države, omejil njen vpliv in podržavil njeno premoženje. Podprl je grofa Cavourja v njegovih diplomatskih manevrih, ki so izzvali Avstrijo, da je vkorakala v napad na Piemont in bila v juniju 1859 odločilno poražena pri Solferinu. Zaključki miru v Zürichu (november 1859) in plebiscitarne opredelitve so pripeljale do narodnostno zaokrožene države, kraljevine Italije (tedaj še brez Benečije in Rima), z rodbino Savojcev na čelu. To pa ne bi bilo mogoče brez soglasja francoskega cesarja Napoleona III., ki je za svoj pristanek zahteval ozemlji Nice in Savoje. 
Marca 1861 je bil Viktor Emanuel II. uradno proglašen za italijanskega kralja. Savojska rodbina je z vzponom na prestol kraljevine Italije izgubila svojo matično deželo, Savojo; njeno ozemlje danes zasedata francoska departmaja Zgornja Savoja in Savoja.

## Aneksija Franciji
Ozemlje Nice in Savoje je bilo priključeno Franciji na osnovi sporazuma sklenjenega v Torinu v marcu 1860. Naknadno, za demonstracijo ljudske volje, je bil v aprilu izveden referendum, na katerem se je moški del populacije opredeljeval za ali proti sporazumu, t. j. za ali proti priključitvi Franciji. Rezultat referenduma je bil 99.8 % za priključitev.
Že sam rezultat je vzbudil dvome o korektnosti izvedbe referenduma. Pojavljali so se očitki, ker ni bila dana možnost priključitve Švici (na ozemlju ob švicarski meji je bila ta želja očitna) in možnost za neodvisnost. Razprave s takšno vsebino do danes niso potihnile. Raziskave iz leta 2000 kažejo, da se slaba polovica populacije zavzema za večjo samostojnost znotraj Francije, malo pa je separatistov. Danes sta departmaja Zgornja Savoja in Savoja vključena v francosko regijo Rona-Alpe.